# باري ماغيري
باري ماغيري (بالهولندية: Barry Maguire)‏ (27 أكتوبر 1989 في هولندا - ) هو لاعب كرة قدم هولندي في مركز الدفاع. شارك مع منتخب هولندا تحت 19 سنة لكرة القدم. أما مع النوادي، فقد لعب مع دين بوستش وفي في في فينلو ونادي أوترخت ونادي ساربسبورغ 08.

## وصلات خارجية
- باري ماغيري على موقع قاعدة بيانات كرة القدم.إي يو (الإنجليزية)
- باري ماغيري على موقع Soccerbase.com (لاعب) (الإنجليزية)
- باري ماغيري على موقع Soccerway.com (الإنجليزية)
- باري ماغيري على موقع عالم كرة القدم.نت (الإنجليزية)